# TFX (航空機)
KAAN
TFX(KAAN)のモックアップ
- 用途：制空戦闘機[1]
- 製造者：トルコ航空宇宙産業
- 運用者： トルコ（トルコ空軍）予定
- 初飛行：2024年2月21日
- 生産数：100から150機を予定[2]
- 運用開始：2030年代を予定[3]

KAANは、トルコ航空宇宙産業（TAI）が開発している第5世代ジェット戦闘機である。TFXとはトルコの次期戦闘機計画を示す名称で、トルコではMilli Muharip Uçak（国家戦闘機）とも呼ばれていた。2023年5月1日には正式にKAANと命名された。「KAAN」とは、チュルク語を起源とする男性名詞で「支配者」や「王の中の王」という意味である。

## 開発
TFXの単価は約1億ドルを予定している。4年間を予定している技術開発および予備設計段階には約13億ドルの費用がかかり、それに続く8年間の予定されたクリティカルデザインレビュー（CDR）と試作生産と認定段階はおよそ73億ドル、この合計で7機の飛行試験機の製造と試験、評価、認定に12年間で86億ドルの費用がかかる見込み。量産にはさらに140億ドルが割り当てられ、プロジェクトの総予算は200億ドルとなるという。技術製造開発（EMD）フェーズでは3,200人の従業員の雇用、間接雇用の拠出は約11,200人と推定されている。
トルコは2010年9月の時点で、韓国のKFX計画への参加に興味を示していた。しかし、同年12月15日、トルコの調達担当の上級職員は「戦闘機の開発において、我々は真に対等な協力関係を必要としている。問題は、韓国が対等な関係には合意しそうにないことだ」と述べ、事実上KFX計画への参加を撤回した。また同時に、ユーロファイターコンソーシアムが申し出ていたユーロファイター タイフーン60機のトルコへの販売および共同開発についても「ユーロファイターはトルコの議題から外れている」と述べ同様に拒否した。
2011年6月15日、トルコの防衛産業実行委員会（SSIK）は、次世代戦闘機を開発、設計、製造することを決定し、フィジビリティスタディを開始した。TAIによる2年間の概念設計には2000万ドルが割り当てられた。TAIとツサスエンジン産業（TEI）は、ジェット戦闘機のエントリーと開発プロセスにおいてリードする。TEIは、2015年までに完成するエンジンの生産にもっと焦点を当てる。TAIは機体やそのほかのパーツを担当する。研究では採用されるであろう機械および電子システムを含めた場合の開発コストや軍用航空の機会と課題をより広い視点で明らかとする。
2013年9月29日、概念設計作業が完了した。
2015年3月13日、トルコ防衛産業庁（SSM）は予備設計作業を開始するために、TFX開発計画に関する最終版情報提供依頼（RFI）を発出した。これに対し、BAEシステムズ、SAAB、瀋陽飛機工業集団、エアバスドイツ、アレーニア・アエルマッキとシエラネバダ社（SNC）が回答した。今後、2015年の第3四半期に提案依頼書(RFP)を発出する見通しである。
2015年12月3日、設計支援のための協力企業としてBAEシステムズが選ばれたことが発表された。
2016年3月3日、ディフェンスニュースは計画が遅れていると報道した。当局者は、調達決定を監督する防衛産業執行委員会からの許可なしにBAEとの協議が進んでいることを認め、「これは管理上問題があるかもしれない」とした。また調達関係者は、この計画が進展していないもう一つの理由として軍と調達関係者の間で、外国パートナーが技術移転、輸出許可、価格に関するトルコの基準を最も満たしているとの意見の相違であると述べ、「このプログラムの民間人経営とエンドユーザーの間で、最良の選択肢に対する理解はまだ現れていない」と語った。計画に精通した軍関係者は、「意見の相違が大きく、このプログラムは、我々が望むべきものとして進展していない」と述べた。
2016年8月5日、初期設計フェーズ1ステージ1の契約がTAIと締結された。
2016年8月17日、同年に発生したトルコのクーデター未遂事件の余波により、トルコ航空宇宙産業とBAEシステムズとの間の正式な協力についての詳細な契約締結が遅れ、計画も延滞していることがブルームバーグにより報じられた
2017年1月28日、BAEシステムズはトルコ航空宇宙産業とTF-Xプログラムの将来契約に関する合意に署名した。これによりBAEシステムズは最初の開発段階で協力し、必要なスキル、技術、技術的専門知識の協力を支援することになる。ただしこれは基本同意であり、正式契約まで拘束力を持たない。英首相報道官が記者団に語ったところによると、共同開発の初期の規模は1億ポンド（約140億円）相当だが、戦闘機の寿命である約20年間に数十億ポンド相当の追加契約が締結される可能性があるという。
2023年3月23日、トルコ国防産業庁のイスマイル・デミル長官は自身のツイッターにて、TFXが滑走路においてタキシングテストを行い、成功したことを発表した。
2024年2月21日、トルコ大統領府はKAANの試作初号機が初飛行したと発表した。

### アメリカによる圧力
新暁新聞の報道によれば、トルコは統合打撃戦闘機計画にも参加しているため、アメリカはF-35調達の停止を材料とする圧力をかけているとされる。

### サーブとのパートナーシップ
トルコの大統領がスウェーデンに公式訪問中の2013年3月13日、TAIはスウェーデンのSAABとの協定に署名した。

条件は以下の通りである。
- SAABはトルコのTFXプログラムのための技術的な設計支援を提供する。
- TAIはSAABが設計した航空機の機器を購入することが契約に含まれる。

## 設計
TFXは運用中のF-16を代替し、F-35の空対空性能における弱点を補完する機体となる。TAIの副社長はアヴィエーションウィークのインタビューに対し、複座と無人のオプションを検討しており、複座の場合パイロットとは別にもう一人のパイロットがミッションの司令官として無人機を操作することを示唆している

### 機体
TFXには3つの設計案が考えられそのすべてがウェポンベイ、ステルス性、スーパークルーズ能力など5世代戦闘機に関連した機能を備えているとされていた。
設計案は以下の3つが検討された。
- 単発。高い運動性を確保するためにカナードを装備した。サイズはデザイン案の中では最小。
- 双発。より多くの武器を搭載して長距離を飛行でき、滞空時間が長い。インテーク間とエンジン前方に2つのウェポンベイを有しており、前者が短距離空対空ミサイルを2発程度、後者がAIM-120のような中距離空対空ミサイルを4発搭載を搭載できるとされた[27]。
- 単発。F-22に類似した主翼にF-35の胴体と尾部を組み合わせたような設計で、他の案に比べてより標準的な設計であった。

単発案は最大離陸重量が50,000-60,000lb、双発案は最大離陸重量が60,000-70,000lbになるとされた。
2015年1月8日検討の結果、双発案の採用が決定された。胴体には複合材料が用いられる予定で、TAIがF-35の機体製作を依頼した高度な複合材製造施設が開発を行う。機体用の新しい炭素繊維強化熱可塑性樹脂プリプレグ(コザ)の研究開発も進行中であり、2014年7月1日にTAIを主請負業者、MİR Ar-Geを副請負業者として契約を結んでいる。
機体サイズは全長21m（69フィート）、翼幅14m（46フィート）、全高6m（20フィート）。出力2万9000ポンドのジェットエンジンを2基搭載し、最高速度はマッハ1.8（高度約1万2000m）、実用上昇限度は約1万8330m（5万5000フィート）を計画している。

### アビオニクス
レーダーはアセルサンが開発しているGaNを使用したアクティブフェーズドアレイレーダーを採用する予定である。また、UAV（おそらくアンカ）とのデータリンクも付加される。

### エンジン
単発案ではTAIは当初、F-35との共通性のためのF135エンジンを獲得することを望んだが、F135はアメリカが輸出を認めない可能性があるためF-16E/Fに採用されたF110-GE-132を検討、双発案ではEJ200をそれぞれ検討していた。双発案は単発案と比べ価格や作業の面で60%増しとされた。その後双発案が採択され、2014年初めにトルコはTFXのユーロジェット・ターボ、プラット・アンド・ホイットニー、ゼネラル・エレクトリックの3社にエンジン供給を求めた。
アセルサンは2015年1月20日にユーロジェットとの間で協力を促進するための覚書を締結、EJ200エンジンプログラムの枠組みの中で制御システム、保守監視システムのソフトウェアを開発するために協力する。
2018年にはプロトタイプにはGEのF110エンジンが用いられることが決定された。

## 調達
トルコ空軍ではF-16の後継として100から150機のTFXを調達する予定で、実用化は2023年を目標とし2030年代からの運用を予定している。
また、2016年8月にパキスタンの防衛生産（MoDP）大臣は国営テレビネットワークのPTVによるインタビューの中でトルコから開発に招待されていることを明らかとした。2023年8月にはトルコのトゥフェクチ国防副大臣が「近いうちにカーン･プログラムへの正式参加をパキスタンと協議する」と発表した。
2023年6月、プロトタイプの完成と地上試験の開始を受けてインドネシアのプラボウォ国防相は「トルコとインドネシアン･エアロスペースとの交渉を模索している」と発表した。2025年6月、インドネシアが48機の購入と技術移転について契約を行ったことが公表された。
アゼルバイジャンもカーン･プログラムに参加するため2023年7月末にトルコと協定を締結、両国は共同生産に向けてアゼルバイジャン側の産業評価を行い「一部のサブシステムをアゼルバイジャンで生産する予定だ」と報じられている。